# Graufleckigkeit

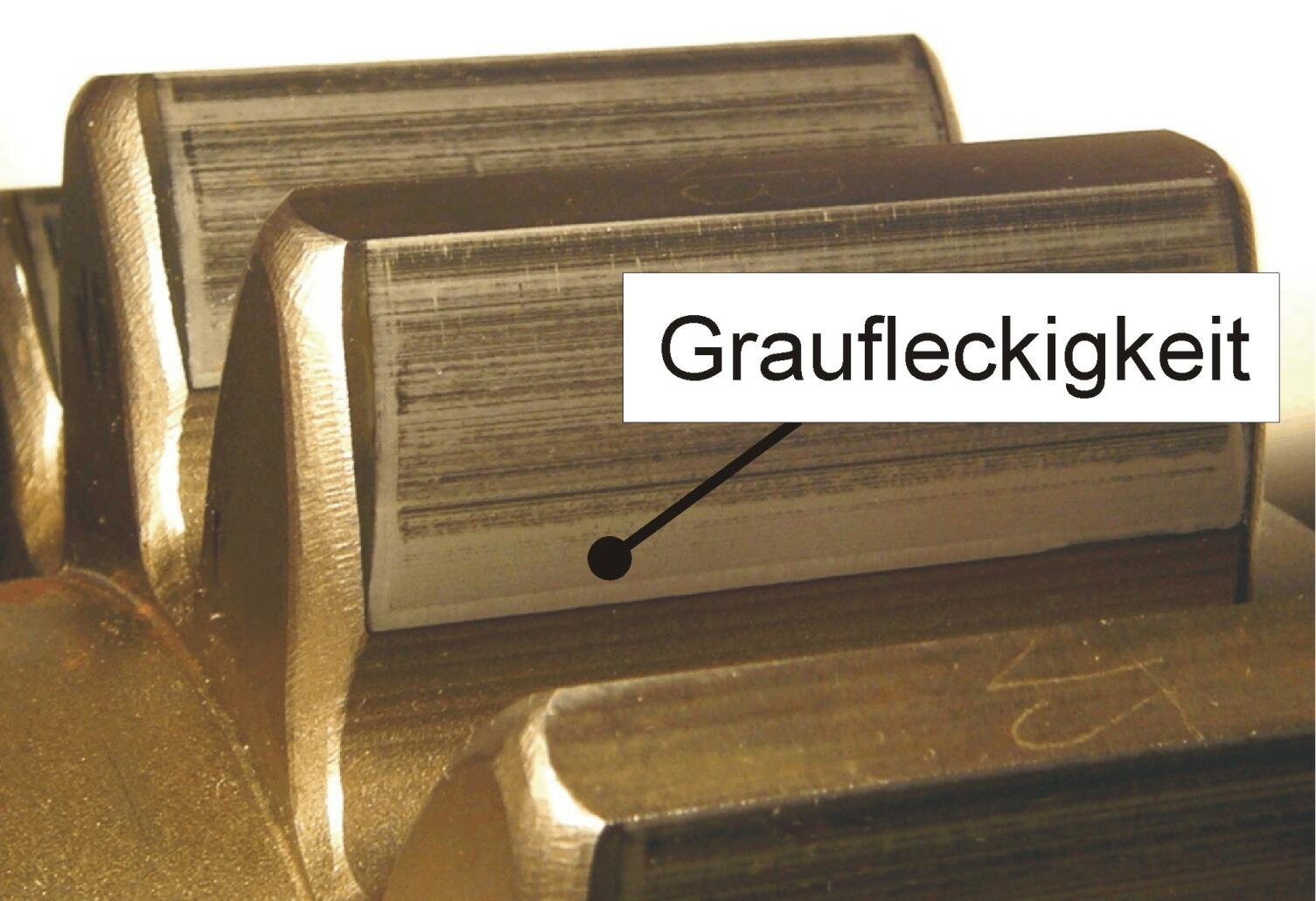
Zahnrad mit Graufleckigkeit

Graufleckigkeit ist im Maschinenbau eine Verschleißerscheinung oberflächennaher Bereiche hochbelasteter metallischer Bauteile. Vorwiegend tritt sie an Zahnrädern in Getrieben auf, aber auch die Gleitpartner Nockenwelle – Stößel moderner Ventiltriebe sind betroffen.
Dabei erscheint die betroffene Fläche auf der Zahnflanke mit bloßem Auge mattgrau. Unter starker Vergrößerung ist zu erkennen, dass eine Vielzahl kleinster Ausbrüche und Poren die Ursache für das graue Erscheinungsbild sind. Unter hoher Belastung entsteht an den Berührungsflächen Misch- und Gleitreibung. Die oberflächennahen Bereiche werden plastisch verformt und es bilden sich Mikrorisse. Graufleckigkeit kann unter Umständen zu tieferen Anrissen und anschließend zu großflächigen Ausbrüchen auf dem Zahnrad führen (Grübchen oder Pittings genannt). Die Graufleckigkeit bewirkt außerdem eine Veränderung der Zahnflankenform und kann die Verzahnungsdynamik und das Geräuschverhalten verändern.
Graufleckigkeit tritt dann auf, wenn im hochbelasteten Kontakt zweier Bauteile hohe Gleitgeschwindigkeiten sowie geringe Schmierfilmdicken (siehe: Schmierung) vorliegen.
Die wichtigsten Ursachen für die Entstehung von Grauflecken sind:
- hohe Belastung
- niedrige Drehzahlen oder hohe Schmierstofftemperaturen (sie bewirken geringere Schmierfilmdicken)
- ungünstige Zahngeometrie (die zu hohen Gleitgeschwindigkeiten oder zu hohen lokalen Belastungen an einzelnen Punkten der Zahnflanke führt)
- große Rauheit der Zahnflanke (je größer die Rauheit ist, desto größer muss die Schmierfilmdicke sein, um metallischen Kontakt zu vermeiden)
- ungünstige Schmierstoffe (Additive im Öl können die Tendenz zur Graufleckenbildung sehr stark beeinflussen (Korrosion), zudem bewirken niedrige Viskositäten geringere Schmierfilmdicken)

Graufleckigkeit als Zahnradschaden ist nur selten in Kraftfahrzeuggetrieben zu finden. Sie tritt hauptsächlich in hochbelasteten Industriegetrieben auf, z. B. bei Walzwerken, Mühlenantrieben oder in Windenergieanlagen.
Da die Geometrie, die Belastung und die Drehzahl meist durch äußere Anforderungen festgelegt sind, ist die Wahl eines geeigneten Schmierstoffs entscheidend. Hochleistungsschmierstoffe werden in einem standardisierten Test auf ihre Eignung zur Vermeidung von Grauflecken getestet.
Die Rauheit auf der Zahnflanke kann mit optischen (Fokusvariation oder AFM) oder taktilen Messverfahren (Profilometer) gemessen werden. Aufgrund der Komplexität der Aufgabenstellung ist die flächenhafte Messung (EN ISO 25178-2) der profilhaften Messung vorzuziehen.
Für den Begriff Graufleckigkeit wird im Englischen der Begriff „Micropittings“ oder auch „Grey Staining“ verwendet. Die Norm ISO/TR 15144-1:2010 beschäftigt sich mit der Bestimmung der Graufleckigkeit.